# Llorenç Agustí i Claveria
Llorenç Agustí i Claveria (Lleida, 3 de maig del 1909 - ?, 4 d'abril del 1963) fou un empresari que va ocupar càrrecs de diferents estaments de la ciutat de Lleida. Bibliòfil i gran apassionat de les humanitats, sobretot la literatura i la història.

## Biografia
Va estudiar al Col·legi Clavé i de molt jove va començar a treballar com a viatjant en la desapareguda empresa de vidres Cardona&Munné. Al cap de poc temps, formà junt amb Eduard Ferrer Domingo la societat Agustí&Ferrer, dedicada al comerç de vidres i sanitaris. Els seus dots organitzatius el van dur a ocupar-se de càrrecs importants en diferents estaments de la ciutat de Lleida, així fou conseller del Banc d'Espanya, de San Miguel, Fábricas de Cerveza y Malta i president del Casino Principal, de l'AEM (Asociación Ex-alumnos Maristas) i la Unió Esportiva Lleida (1951-1954). Va ser un dels fundadors de la revista Labor (1953-1959). Té un carrer de Lleida anomenat en honor seu.

### Llegat
La biblioteca de Llorenç Agustí Claveria va ser cedida al Servei d'Arxiu i Llegats de l'Institut d'Estudis Ilerdencs per la seva vídua, Marina Polo, l'any 1994. Consta aproximadament d'un total de 3.000 llibres, amb predomini dels temes d'humanitats, sobretot literatura i història. L'interès del llegat rau en l'existència de col·leccions completes d'obres literàries, primeres edicions, i exemplars difícils d'aconseguir actualment, a causa de l'any d'edició.